# República Socialista Soviética de Crimea
La República Socialista Soviética de Crimea (ruso: Крымская Социалистическая Советская Республика, Крымская Советская Социалистическая Республика; tártaro crimeo: Qırım Şuralar Sotsialistik Cumhuriyeti) o República Socialista Soviética Crimea fue una efímera república soviética de la península de Crimea que existió en 1919 durante la Guerra Civil Rusa. Fue el segundo intento de los bolcheviques de establecerse en la región (anteriormente fue la República Socialista Soviética de Táurida). Su capital era Simferópol.
El 2 de abril los bolcheviques del 3er. Ejército Rojo tomaron Simferópol y pusieron fin al Gobierno Regional de Crimea, haciéndose con todo el territorio a excepción de la península de Kerch. El 28 y 29 del mismo mes, en una conferencia del partido comunista se estableció un gobierno autónomo dirigido por un Comité Revolucionario. El día 30 conquistaban Kerch y el 5 de mayo se proclamaba la república con la dirección de Dmitri Uliánov, hermano menor de Vladímir Lenin. El 1 de junio la república fue unida militarmente a Rusia, Ucrania, Lituania-Bielorrusia y Letonia.
La república proclamaba la igualdad entre las distintas nacionalidades. De inmediato se nacionalizó la industria y se confiscaron las tierras de los terratenientes, la Iglesia Ortodoxa Rusa y los kulaks. Se buscó ganar el apoyo de los tártaros de Crimea poniendo a miembros de las organizaciones de izquierda de dicha etnia en cargos claves.
A finales de mayo el ejército de Antón Denikin inició su avance sobre la península. El 18 de junio las fuerzas blancas desembarcaron en Koktebel bajo el mando de Yákov Aleksándrovich Slashchov (1885-1929). Los bolcheviques evacuaron la península entre el 23 y 26 de ese mes, marcando el fin de la república. Los blancos ocuparon toda Crimea y formaron un gobierno propio que duró hasta febrero de 1920, cuando se unió al Gobierno del Sur de Rusia.